# Вернигора, Владимир Порфирьевич
Владимир Порфирьевич Вернигора (21.10.1923 — ?) — председатель колхоза «Большевик» Компанеевского района Кировоградской области, Герой Социалистического Труда (23.06.1966).
Родился 21.10.1923 в с. Приют Бутовского сельсовета Компанеевского района Елисаветградского округа Одесской губернии (сейчас с. Лозоватка Кропивницкого района).
После освобождения восточной части Кировоградской области от немецкой оккупации в декабре 1943 года призван в РККА. Участник войны, командир пулемётного взвода 305 гвардейского стрелкового полка 108 гвсд, гвардии младший лейтенант. Награждён медалями «За отвагу» (15.07.1945), «За победу над Германией в Великой Отечественной войне 1941—1945 гг.», орденом Отечественной войны II степени (06.04.1985).
Демобилизовался 18.05.1946. Окончил сельскохозяйственный институт.
С 1960 по 1989 год председатель птицеводческого колхоза «Большевик» Компанеевского района Кировоградской области (центральная усадьба — село Полтавка): 4765 га сельхозугодий, в том числе 4362 га пашни, 52 га сада.
По состоянию на 1971 год в его колхозе насчитывалось 53 тысячи кур-несушек, 7 птицеферм, батарейный цех на 50 тысяч и акклиматизатор на 12 тысяч цыплят. За успехи в развитии сельскохозяйственного производства 67 человек было награждено орденами и медалями.
По итогам выполнения заданий семилетнего плана (1959—1965) Указом Президиума Верховного Совета СССР от 23.06.1966 присвоено звание Героя Социалистического Труда с вручением ордена Ленина и медали «Золотая Звезда».